# Bradwell-on-Sea
Bradwell-on-Sea – wieś w Anglii, w hrabstwie Essex, w dystrykcie Maldon. Leży 29 km na wschód od miasta Chelmsford i 75 km na wschód od Londynu. W 2001 miejscowość liczyła 877 mieszkańców.